# ديفيد د. ساباتيني
ديفيد د. ساباتيني (بالإسبانية: David Domingo Sabatini)‏ هو عالم أحياء وطبيب وأستاذ جامعي أرجنتيني، ولد في 10 مايو 1931.